# Steve Mattin

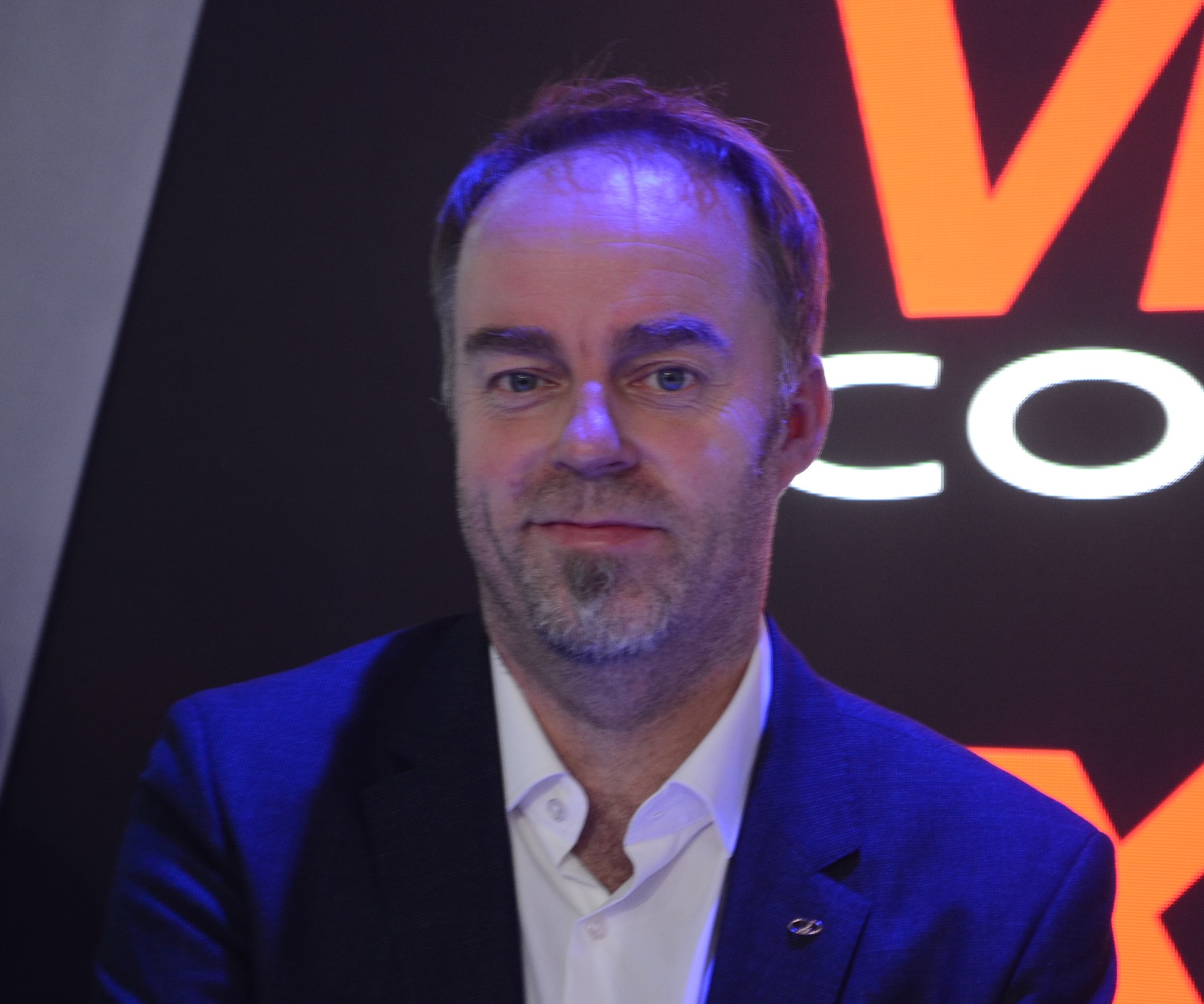
Steve Mattin in 2014

Steve Mattin (Bedford, 29 oktober 1964) is een Britse auto-ontwerper. Hij is bekend als de hoofdontwerper van AvtoVAZ (Lada) en als ontwerper van de Mercedes-Benz ML-Klasse en GL-Klasse.

## Carrière
Mattin groeide op in Wootton. In 1987 studeerde hij af aan de Coventry-universiteit, gespecialiseerd in industriële vormgeving, en begon als ontwerper bij Mercedes-Benz in Sindelfingen (Duitsland). Van 2003 tot 2005 zag hij toe op het in- en exterieurontwerp van de S-Klasse, M-Klasse (W164), SL, SLK (R171), SLR McLaren, Maybach 57 en 62 en de R-Klasse in concept- en productieversie. Hij ontwierp zelf de Mercedes ML-Klasse en GL-Klasse. In 1990 kreeg hij promotie naar Senior Designer en in 1993 werd hij Design Manager, tot 2000 toen hij Senior Design Manager werd.

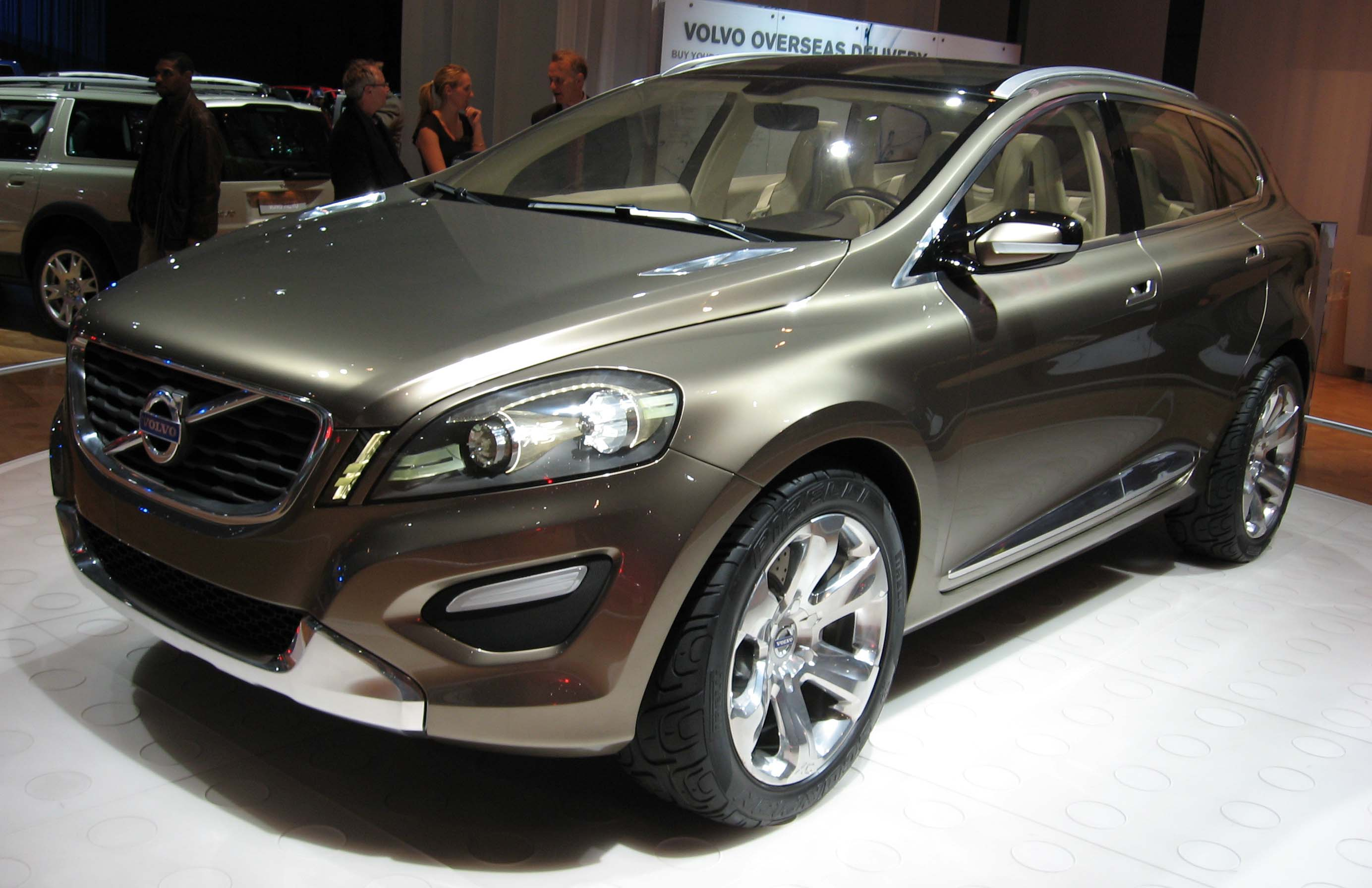
Volvo XC60-concept, 2007

In 2004 vertrok Mattin naar Volvo Car Corporation, waar hij hoofdontwerper werd. Van 2005 tot 2009 diende hij als vicepresident, design director en directielid. Hij zag toe op de vormgeving van de Volvo S60, V60 en XC60 Concept. Hij was verantwoordelijk voor alle ontwerpactiviteiten in de drie wereldwijde ontwerpstudio's in Göteburg, Barcelona en Camarillo en werkte aan de PR-gerelateerde communicatie-uitingen van alle Volvo-voertuigen geïntroduceerd tussen 2005 en 2009. Na zijn ambtstermijn bij Volvo begon Mattin als docent bij de Universiteit van Umeå in Zweden. Hij blijft ook onafhankelijk advies bieden gericht op branding en ontwerpprojecten, terwijl hij ook de programma's en projecten herziet voor een OEM-organisatie in Azië.
In 2011 begon Mattin als hoofdontwerpen bij AvtoVAZ, een onderdeel van de Renault-Nissan alliantie. In augustus 2012, tijdens de internationale autotentoonstelling van Moskou, presenteerde AvtoVAZ de nieuwe SUV Lada XRAY, ontworpen door Mattin. In augustus 2014 werd voor de eerste door Mattin ontworpen Lada Vesta getoond op de internationale autotentoonstelling van Moskou. Mattin introduceerde het vernieuwde logo van AvtoVAZ op de internationale autotentoonstelling in Sint-Petersburg op 1 april 2015.